# Hans Donner
Hans Donner (* 31. Juli 1948 in Wuppertal, Deutschland) ist ein in Rio de Janeiro, Brasilien ansässiger Österreicher und Designer. Seine Ausbildung erhielt er an der Höheren Graphischen Bundes-Lehr- und Versuchsanstalt in Wien.
Im Alter von 25 Jahren wanderte er von der Exotik des Landes angezogen nach Brasilien aus und ließ sich in Rio de Janeiro nieder. Seine erste Tätigkeit in der neuen Heimat fand er beim nationalen Fernsehsender Rede Globo, für den er als erster Auftrag Logo und Marke neu gestaltete. Insbesondere das von ihm eingeführte neue dreidimensionale Logo sowie animierte Programmübergänge fanden großen Anklang und erhielten auch international viel Beachtung. Seither hat er für Rede Globo zahlreiche weitere Designs gestaltet, so beispielsweise die Titel zu zahlreichen Programmen und Serien.
Hans Donner designte unter anderem auch das ursprüngliche Logo des ersten privaten portugiesischen Fernsehsenders SIC. Darüber hinaus entwirft er auch Möbel und Uhren. Eine von ihm zum 500-jährigen Jubiläum der Entdeckung Brasiliens gestaltete Uhr war in allen Hauptstädten der Bundesstaaten aufgestellt.
Hans Donner war auch auf vielen internationalen Ausstellungen vertreten, so hatte er einen Stand auf der Expo 2000 in Hannover.
Hans Donner ist verheiratet mit dem ehemaligen Modell und der Tänzerin Valéria Valenssa (* 5. Oktober 1971). Sie begleitete bis 2004 über 14 Jahre hinweg mit ihren Tanzeinlagen die Karnevalsberichterstattung Globeleza von Rede Globo, was ihr selbst den Beinamen Globeleza eintrug. Die Ehe zwischen Donner und Valenssa erbrachte bislang zwei Söhne.